# Барановы
Бара́новы — графский и древний дворянский род.
В России существуют несколько фамилий Барановых, две из них принадлежат к древнему дворянству:
1. Потомки мурзы Ждана, выехавшего из Крыма в 1430 году (Общий гербовник дворянских родов. Часть IV, стр. 43). Сюда принадлежат графы Барановы.
2. Потомство Клементия Баранова, алатарца, жившего в начале XVI столетия (в гербовник не внесены).
3. Потомки Александра Андреевича Баранова (1745—1819), купца г. Каргополя, первого главного правителя российских владений в северо-западной Америке (1790—1818), получившего дворянское достоинство от Императора Александра I в 1803 году.[1].

## Происхождение и история рода
Родоначальник их, мурза Ждан по прозванию Баран, во святом крещении Даниил, якобы выехал из Крыма в Россию при великом князе Василье Васильевиче Тёмном и служил при нём «на коне, при сабле и луках со стрелами и пожалован при дворе комнатным и дан ему ключ» (все эти знаки вошли в герб русской ветви Барановых). Его сын Афанасий Данилович за службу против татар получил в 1469 году вотчину в Боровском уезде, а внук Василий Афанасьевич переведён из Боровска на поместье в Новгород, в Обонежскую пятину, в погост Лучаны, где получил 900 четвертей земли (450 гектар). Баранова Мария — жена Никиты Ивановича Аминьева в 1552 году. В Новгородской земле в 1582 году были жалованы поместьями Василий и Григорий Ивановичи, Яков, Фёдор и Фадей Семёновичи Барановы.
Один из Барановых, Фёдор Яковлевич, убит при взятии Казани 2 октября 1552 года, и имя его вписано в синодик московского Успенского собора на вечное поминовение. Четверо Барановых, Иван Иванович, Абросим Яковлевич, Захар Никитич и Фаддей Семёнович, в 1571 году подписались в двадцати пяти рублей каждый в поручной записи по боярине князе Иване Фёдоровиче Мстиславском. В 1576 году по приказу великого князя Симеона Бекбулатовича Третьяк Иванович Баранов пожалован поместьем в Дмитриевском на Капше и Никольском на Явосме погостах Обонежской пятины, перешедшие ему от Третьяка Константиновича Баранова. В 1582 году пять Барановых получили от царя Ивана IV Васильевича вотчины в Новгородской земле, в Вотской пятине: Фаддей, Фёдор и Яков Семёновичи и Василий Иванович — в погосте Климецком, а Григорий Иванович — в погосте Луском.
В 1699 году десять Барановых владели населёнными имениями.

## Эстляндские Барановы
В 1578 году при взятии Юрьева-Ливонского Иван Грозный пожаловал Ивана Ивановича Баранова (поручитель по князю Мстиславскому (1571), помещик Новгородского уезда, жена Ксения Бультостович (?) поместьями в Эстляндии. Один из его сыновей удалился в Эстляндию, тогда принадлежавшую Швеции, и получил в ней имение Веетц. От них произошли эстляндские дворяне Барановы. Сын его Каспар фон Баранов получил значительные имения от шведского короля Карла IX. Клаус-Иоанн, шведский кавалерии полковник, ландрат Эстляндии, владел поместьями Гросс-Лехтигалль, Антола, Раббифер и Веетц. Захар Трофимович Баранов, копорский помещик, перешёл в шведское подданство и был кавалерии полковник, а сын Григорий Захарьевич вернулся в подданство России.
Из членов русской ветви этой фамилии известны Дмитрий Иосифович, действительный тайный советник и сенатор, умер в августе 1834 года; Николай Иванович, тайный советник, сенатор, почетный опекун московского воспитательного дома (1757—1824); Александр Николаевич (1793—1861), действительный статский советник, бывший таврический гражданский губернатор (1821); Платон Иванович (1827—1884), писатель-историк, действительный статский советник, управлявший сенатским архивом.

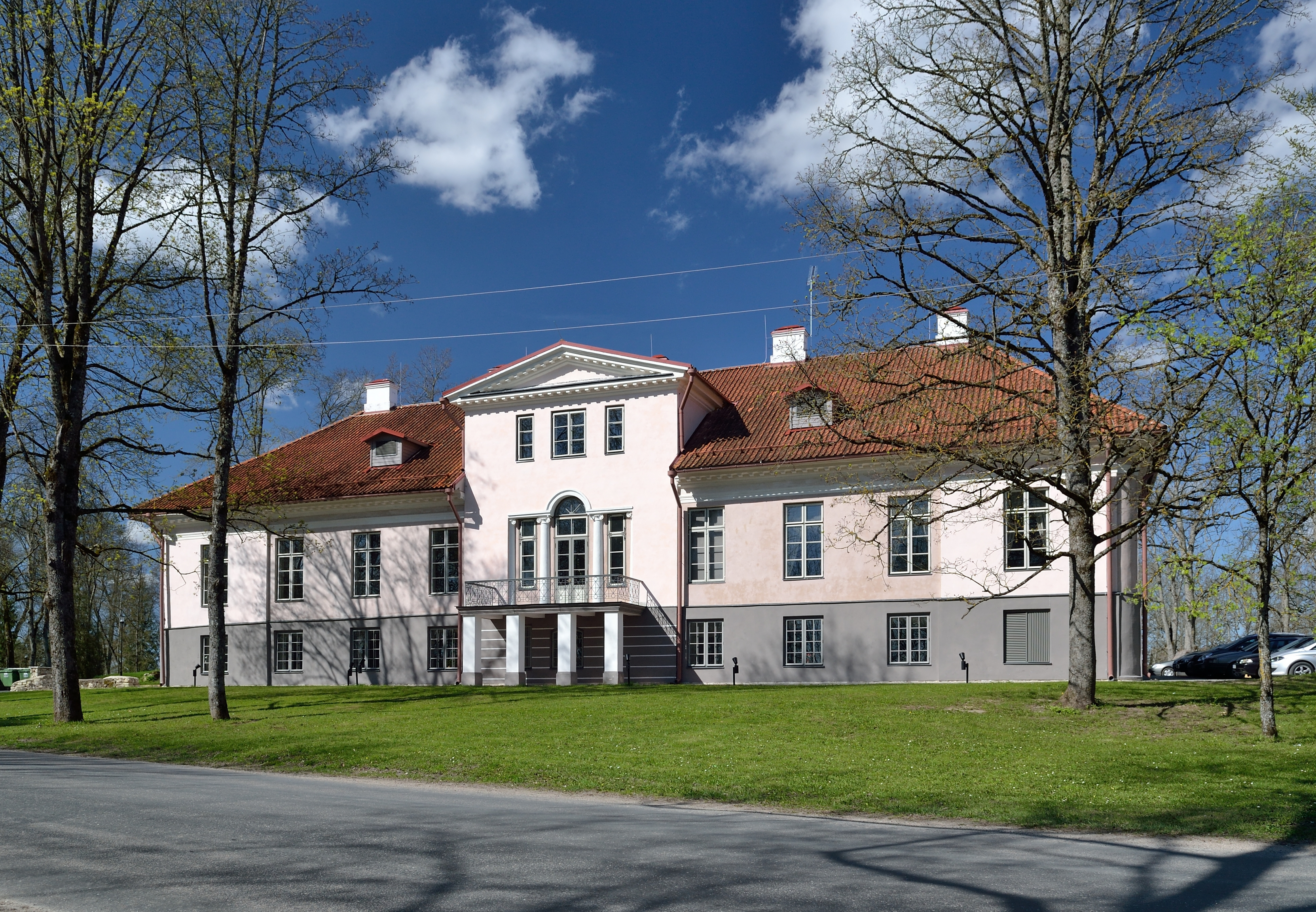
Усадьба Барановых в Вяэтса (Эстония)

Из потомков Ивана Ивановича, родоначальника эстляндских дворян Барановых, Карл-Густав Баранов, русской службы действительный статский советник, был ландратом Эстляндии; владелец имений Гросс-Лехтигаль, Веетц, Пенингби и Раббифер.

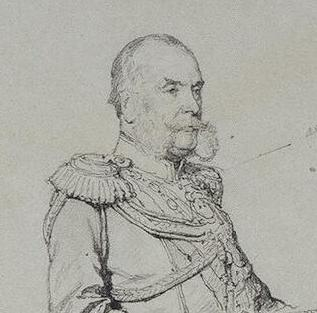
граф Эдуард Трофимович Баранов

В одной из эстонских старых церквей имеется усыпальница, увенчанная гербом и надписью, гласящей, что здесь погребён «господин граф фон Баранов». На Руси существовал старинный дворянский род Барановых, происходивший, по геральдическим преданиям, от татарского выходца мурзы Ждана, по прозванию Баран; это вещь вполне возможная. Известно, что часть дворян Барановых переселилась в своё время в Эстляндию: там жили некогда люди с такими «гибридными» именами, как Карл-Густав Баранов, Трофим-Иоанн Баранов и т. п. Но частица «фон» у этой фамилии при всех обстоятельствах не должна была бы появиться: ведь «фон Баранов» означает «происходящий из Баранова», «владелец Баранова», а такого рыцарского замка нигде не было. — Успенский Л. В. [lib.ru/PROZA/USPENSKIJ_L/you_name.txt_with-big-pictures.html Ты и твое имя]

## Графы Барановы

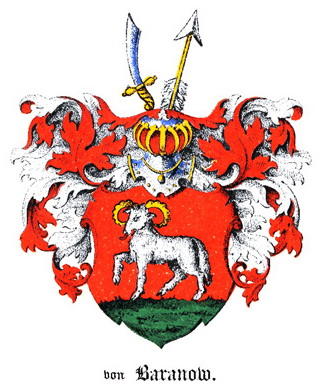
Герб эстляндских Барановых

Баранов Трофим-Иоанн (1779—1828), камер-юнкер, действительный статский советник, управляющий Рижской конторой Государственного коммерческого банка. Был женат на статс-даме Юлии Фёдоровне Барановой (урождённая фон-Адлерберг, родной сестре В. Ф. Адлерберга — министра двора). Она, будучи уже вдовой, императором Николаем I, в уважение к особенному усердию и отличным попечениями, оказанным при воспитании великих княжон (дочерей императора Николая Павловича), возведена в графское достоинство Российской империи 1 июля 1846 года, с распространением титула на её потомство и утверждением герба 3 марта 1850 года.
Дети Трофима-Иоанна, графы Николай Трофимович (1809—1883), Эдуард Трофимович (1811—1884), Павел Трофимович (1814—1864), Александр Трофимович (1855) служили в военной службе. Графы: Алексей, Николай и Александр Павловичи, у которых было четыре сестры (Юлия, Александра, Екатерина и Евгения) служили на гражданском поприще.

## Род Клементия Баранова
Кроме этой, от мурзы Ждана происходящей фамилии, в России были несколько одноимённых фамилий; одна из них (более древняя) имеет своё происхождение от Клементия Баранова, алаторца, жившего в начале XVII столетия. Внуки его, Иулиан, Меркулий и Прокофий Кирилловичи, служили в детях боярских при царице Наталье Кирилловне. К этому роду принадлежал Николай Михайлович Баранов (1837—1901).

## Описание гербов

#### Герб. Часть IV. № 43.

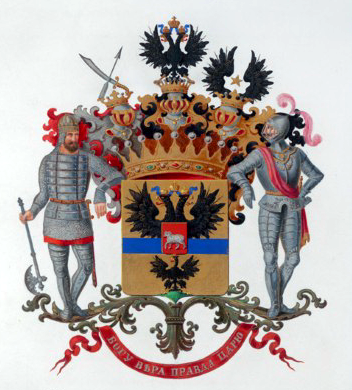
Герб графов Барановых. ОГ XI, 17

Дворянский герб Барановых: пересечённый щит; в верхнем поле натянутый серебряный лук в лазури, на который надет золотой ключ и в кольца его продеты остриями вверх накрест серебряные сабля и стрела; в нижнем — белый бегущий влево конь в золотом поле.
Щитодержатели: справа — стоящий татарин; слева изображён подле — конь. Намёт: голубой с золотою подложкою. Над ним дворянский шлем с тремя страусиными перьями.

#### Герб. Часть XI. № 17.
Герб графини Барановой: щит пересечён с щитком в средине. В червлёном среднем щитке, серебряный баран. В первой, золотой части, возникающий Императорский орёл. Во второй, золотой же части, на зелёном холме, чёрный орёл, с червлёными глазами и языком. Глава части лазоревая.
Щит увенчан Графскою короною и тремя графскими шлемами, из которых средний украшен графскою, а другие дворянскими коронами. Нашлемники: средний — Императорский орёл; второй — на крест положенные серебряный выгнутый с золотою рукоятью меч и серебряная стрела; третий — два чёрных орлиных крыла, сопровождаемые золотою о пяти лучах звездою. Намёты: средний — чёрный, с золотом, справа — червлёный, с серебром, слева — чёрный, с золотом. Щитодержатели: Русский воин и Шведский рыцарь. Девиз: «Богу вера, правда Царю», серебряными буквами на червлёной ленте.

#### Эстляндский гербовник
Герб эстляндской ветви Барановых: бегущий серебряный баран, в красном поле. Над щитом — дворянский шлем, из которого выходят серебряные стрела и сабля. Намёт: красный на серебряной подкладке.

#### Герб. Часть XVIII. № 3. (сборник дипломных гербов не внесённых в ОГДР).
Герб коллежского советника Семёна Баранова пожалованного дипломом на дворянское достоинство 03 октября 1831 года: щит поделен горизонтально. В верхней красной части в середине небольшое серебряное стропило. Над ним по бокам по золотой шестиконечной звезде. В нижней голубой части три серебряные пчелы вверх: одна в середине, две по бокам. Щит увенчан дворянским коронованным шлемом. Намёт: справа красный с золотом, слева голубой с золотом.

## Известные представители
- Баранов Иван Васильевич по прозванию Кандер — воевода в Казанском походе (1544), Шведском (1549), Полоцком (1551).
- Баранов Василий Михайлович — воевода в Шведском походе (1549), Полоцком (1551).
- Баранов Григорий Васильевич по прозванию Ратман — сын боярский, стрелецкий голова, при взятии Иваном Грозным Юрьева-Ливонского, пожалован 2 мызами (220 дымов) в Копорском уезде (1577), погиб (1578) на проломе при взятии Ругодива немцам, его имя занесено в синодик Архангельского Кремлёвского собора на вечное поминовение.
- Баранов Роман Яковлевич — сын боярский, при взятии Ругодива (1578), взят в плен немцами, впоследствии выкуплен, умер в Ивангороде в моровое поветрие (1592).
- Баранов Аггей Григорьевич — погиб в сражении под Кромами (1605).
- Баранов Денис Яковлевич — погиб в походе в Александровской слободе (1610).
- Баранов Даниил Афанасьевич — убит немцами в Новгороде (1611).
- Барановы: Василий Афанасьевич, Семён Иванович, Афанасий Яковлевич — погибли в Литовском походе во время осады Тихвина (1614).
- Баранов Иван Григорьевич — новгородский дворянин и сын боярский, воевода в Старой-Русе (1614), где и умер.
- Баранов Иродион Яковлевич — погиб в Гуской волости в походе на черкас (1615).
- Баранов Марк Афанасьевич по прозванию Малюта — убит литовцами в отводе между Усть-рекою и Воломдершковым (1617).
- Баранов Иван Иванович — стольник патриарха Филарета (1627—1629).
- Барановы: Афанасий Денисович — убит, а Артемий Яковлевич смертельно ранен при осаде Смоленска (1634).
- Баранов Иван Спиридонович — убит в Литве, в Полошне, (1658).
- Баранов Иван Петрович — погиб в Литве, под Ляховичами (1663).
- Баранов Иван Иванович — воевода в Ладоге (1636—1637).
- Баранов Аггей — воевода в Порхове (1644—1646).
- Баранов Макарий Петрович — за первое морское сражение (24 мая 1719) и за взятие шведских кораблей (17 июля 1719) произведён из гардемаринов в мичманы.
- Барановы: капитан Иосиф и поручик Елизар Григорьевичи погибли на Пруте в бою с турками (1711).
- Барановы: Борис Никитич и Антип Данилович — посланы Петром I в Голландию для наук.
- Барановы: Никита Гаврилович и Иван Вавилович — погибли в походе против Станислава Лещинского (1735).
- Баранов Потап Павлович — кондуктор, погиб в крепости Святой Анны, близ Азова (1749).
- Баранов Николай Иванович (1757—1824) — тайный советник, сенатор. почётный опекун Московского воспитательного дома, погребён в Донском монастыре.
- Баранов Алексей — командир корабля «Рафаил», участвовавший в штурме Кольберга (1761).
- Баранов — бригадир и комендант г. Нарва (1780).
- Баранова Прасковья Николаевна (1792—1880) — фрейлина императрицы Марии Фёдоровны, жена камер-юнкера П. С. Шишкина.
- Баранов Николай Михайлович — командир парохода «Веста» в войну с Турцией в 1877—1878 годах.
- Баранов, прапорщик Виленского пехотного полка — убит в сражении при Смоленске (4-7 августа 1812), его имя занесено на стену Храма Христа Спасителя в г. Москве.
- Баранов Антон Васильевич — флота-лейтенант, окончил Морской корпус (1814), послан на обучение в Англию.[1][9][10][11][2].